# رودخانه بمپور
رودخانه بمپور از رودخانه استان سیستان و بلوچستان در جنوب خاوری ایران است.
دشت بمپور که میان بلوچستان و رودبار کرمان قرار گرفته‌است، از هر طرف، ارتفاعاتی نظیر: جبال بارز و بزمان در شمال، بشاگرد و چانف (چانپ) و فنوج در جنوب؛ اسفندقه کرمان در غرب؛ زرد کوه، اسپیدان و سیاه‌بند در مشرق؛ آن را احاطه کرده‌است.
سیلاب‌های ارتفاعات مذکور، جلگه بمپور را طی می‌نمایند و در انتهای مسیر خود به نام رودخانه بمپور به دریاچه فصلی جازموریان می‌ریزد. مسیرهای مذکور از لحاظ آبیاری مزارع بمپور حائز اهمیت هستند و با بستن سدهای بر روی آن‌ها به اهمیتشان افزوده می‌شود. بزرگترین و با برکت‌ترین رودخانه سرزمین بلوچستان رود بمپور است از آنجا که رود بمپور در بعضی نقاط از دل ریگزارها می‌خزد و گاه آشکار جریان می‌یابد.
رودهای کهیری، آب سواران و آب دزدان از ارتفاعات منطقه آهوران و همانت سرچشمه می‌گیرند.

## شاخه‌ها
شعبه کنار از سر فهرج به سمت مغرب جریان می‌یابد و سیل‌های اسپیدان و همانت نیز به آن می‌پیوندند و در نزدیکی روستای ابتر و احمدآباد به رودخانه بمپور ملحق می‌شود. این رودها بجز خشکسالی‌ها، دارای آب هستند و مورد استفاده قرار می‌گیرند.
شاخه کارواندر:شاخه مرنتاک که از کوه‌های بیرک ایرندگان  سرچشمه می‌گیرد به آن می پیوندد و روستاهای گونیچ و کارواندر را پر آب می‌سازد و در جنوب به شاخه اصلی ایرندگان می‌پیوندد و روستای دامن را پر آب می‌کند. روستاهای شهردراز (واقع در جنوب شرقی ایرانشهر) نیز از این شاخه پر آب می‌شود و سر انجام، شاخهٔ ایرندگان و  کارواندر پس از الحاق به شاخهٔ کنار به رودخانه بمپور می‌پیوندند.
گران میلان: این رود که از جاری شدن سیلاب‌های سیاه‌بندکوه تقویت می‌شود، پس از عبور از روستاهای اسدآباد و شهر دراز به رودخانه بمپور متصل می‌شود. شاخه گران میلان دارای جریان زیر زمینی است. در ناحیه ایرانشهر از آب‌های آن به شکل قنات استفاده می‌شود؛ اما هنگام بارش باران‌های شدید، سیلاب‌های عظیمی در بستر آن تولید می‌شود که باعث ویرانی کاریزها می‌شود.
سیلاب‌های شمالی: سیلاب موسوم به کاسکین با سیلاب سند ملا و بزمان توأم می‌گردد و از غرب بخش بمپور به رودخانه بمپور می‌پیوندد. شعبه بزمان از کوه بزمان سرچشمه می‌گیرد و چندین روستا را در مسیر خود سیراب می‌سازد؛ ولی در محل برخورد خود با کاسکین فاقد آب است.
سیلاب مادر مکسان و دره آهو: این سیلاب دائماً دارای آب است و خود از عوامل ایجاد نخلستان‌های سرسبز می‌باشد؛ مزارع پیرامون خود را سیراب می‌کند و از شمال غرب مستقیماً به هامون جازموریان می‌ریزد.
پیر مادانی: از کوه‌های منطقه آهوران و یالان سرچشمه می‌گیرد در حدود محمدآباد بمپور به نام خشگوار به رودخانه بمپور می‌پیوندد. در ناحیه سد پیچ و لاشار که آب ریزهای پیپ و غیره... به آن‌ها مشرف هستند، مسیرهای سیلابی مشاهده می‌شود که فقط در قسمت‌های کوهستانی دارای آب مختصری هستند و پس از الحاق به یکدیگر در حدود چاه شور به رودخانه بمپور ملحق می‌گردند
رود مسکوتان: این رود از کوه آز باغ سر چشمه میگرد و از اطراف نیز چندین مسیر سیلابی به آن می‌پیوندد و در ۱۸ کیلومتری شرق روستای باغ نیل به رودخانه بمپور می‌ریزد. پیرامون این مسیل‌ها را اراضی حاصلخیز و نخلستان‌های باشکوهی فرا گرفته‌است.